# LATAM Airlines Brasil
Pour les articles homonymes, voir TAM.
LATAM Airlines Brasil (TAM Linhas Aéreas S.A. ; code AITA : LA ; code OACI : TAM) est la plus grande compagnie aérienne du Brésil, ainsi que de toute l'Amérique latine, étant également leader dans l'Hémisphère Sud en nombre de passagers transportés. Son siège se situe à São Paulo et la compagnie est basée à l'Aéroport international de Guarulhos. [réf. souhaitée]

## Histoire

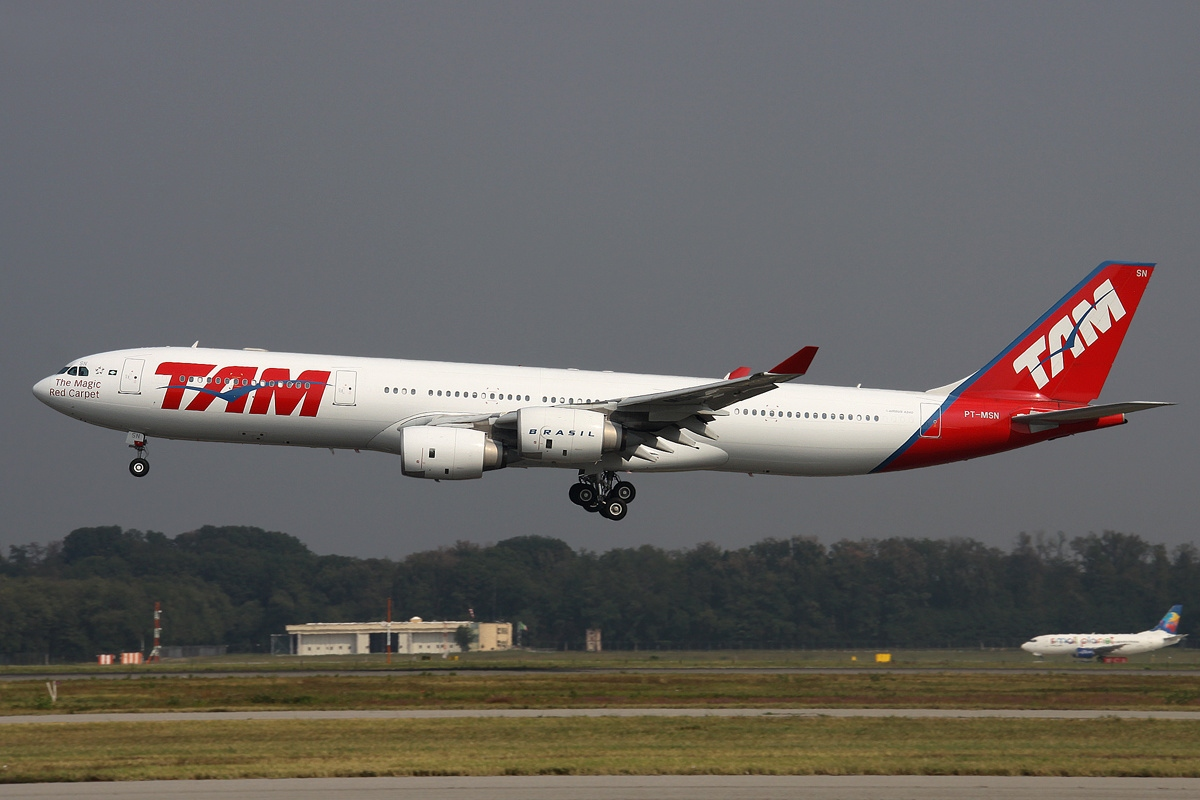
Airbus A340-500 de TAM

TAM signifie actuellement Transportes Aéreos Meridionais (Transports Aériens Méridionaux). Elle a été créée à Marília, à l'État de São Paulo, et à l'origine TAM était l'abréviation de Táxi Aéreo Marília.
En juin 2006, TAM annonce au Bourget la commande ferme de 10 nouveaux Airbus A350-900 qui seront livrés à partir de 2012. Cet avion transporte 300 passagers sur des vols de 13 890 km. [réf. souhaitée]
TAM a intégré le 13 mai 2010 l'alliance de compagnies aériennes Star Alliance, qu'elle a cependant quittée le 31 mars 2014 pour rejoindre Oneworld à la suite de sa fusion avec LAN Airlines.
Le 13 août 2010, TAM a signé un accord de fusion avec la compagnie chilienne LAN Airlines pour créer LATAM Airlines Group. Une fois la fusion achevée, TAM portera le nom de LATAM Airlines Brasil. Ses avions porteront les couleurs de LATAM. 
Le 1er mai 2016, les flottes de TAM et LAN ont été fusionnées et volent désormais sous les nouvelles couleurs de LATAM. 50 avions devraient arborer cette nouvelle livrée avant la fin de l'année. La totalité de la flotte devrait être repeinte d'ici 2018. Le 1er vol d'un appareil sous les couleurs de la nouvelle compagnie LATAM a été effectué entre Rio de Janeiro et Genève par un Boeing 767 venu chercher la Flamme olympique en prévision des Jeux olympiques de Rio.
Néanmoins, à la suite du rachat d'une partie du capital de sa holding par Delta Air Lines (membre fondateur de Skyteam), le groupe a annoncé son départ de l'alliance en 2019.

## Groupe TAM

### Histoire
- TAM Viagens, créé en 1998
- TAM Mercosur, créé en 1996, a racheté 80 % du capital de LAPSA auprès du gouvernement du Paraguay[5]
- TAM Express, créé en 1996, gestion du trafic de frets
- TAM Aviação Executiva, créé en 1966, aéro-taxi, vols privés (jet), vols à la demande

## Destinations
En plus des 45 destinations vers tous les états du Brésil, TAM dessert 16 destinations internationales: Paris, Francfort, Londres, Milan, Madrid, New York, Miami, Orlando, Mexico, Caracas, Bogota, Lima, Buenos Aires, Santiago du Chili, Montevideo et  Cochabamba. Plusieurs connexions sont possibles grâce à ses codes partagés avec Lufthansa, Air France et British Airways.
Sa filiale TAM Mercosur dessert également certaines villes du Brésil, du Paraguay, de Bolivie, de l'Uruguay, du Chili et de l'Argentine.
TAM dessert quotidiennement l'aéroport de Paris-Charles-de-Gaulle directement au départ de São Paulo.

## Partenariats

### Commerciaux
Accords de partage de code avec :
- Air China
- Air Berlin
- Air France
- Air Italy
- American Airlines*
- British Airways*
- Cathay Pacific*
- Iberia*
- Interjet
- Japan Airlines*
- Korean Air
- LATAM Chile*
- LATAM Paraguay
- Lufthansa
- Passaredo Linhas Aéreas
- Qatar Airways*
- South African Airways
- Swiss International Air Lines
- Vueling
- WestJet

*membres de Oneworld

### Technologiques
Le Système de gestion des passagers utilisé par TAM pour gérer les réservations, inventaire et enregistrement des passagers est un système géré par Sabre. Auparavant TAM avait déjà externalisé ses systèmes de réservations, inventaires et enregistrement en utilisant la plateforme Altéa d’Amadeus en 2010.

## Flotte

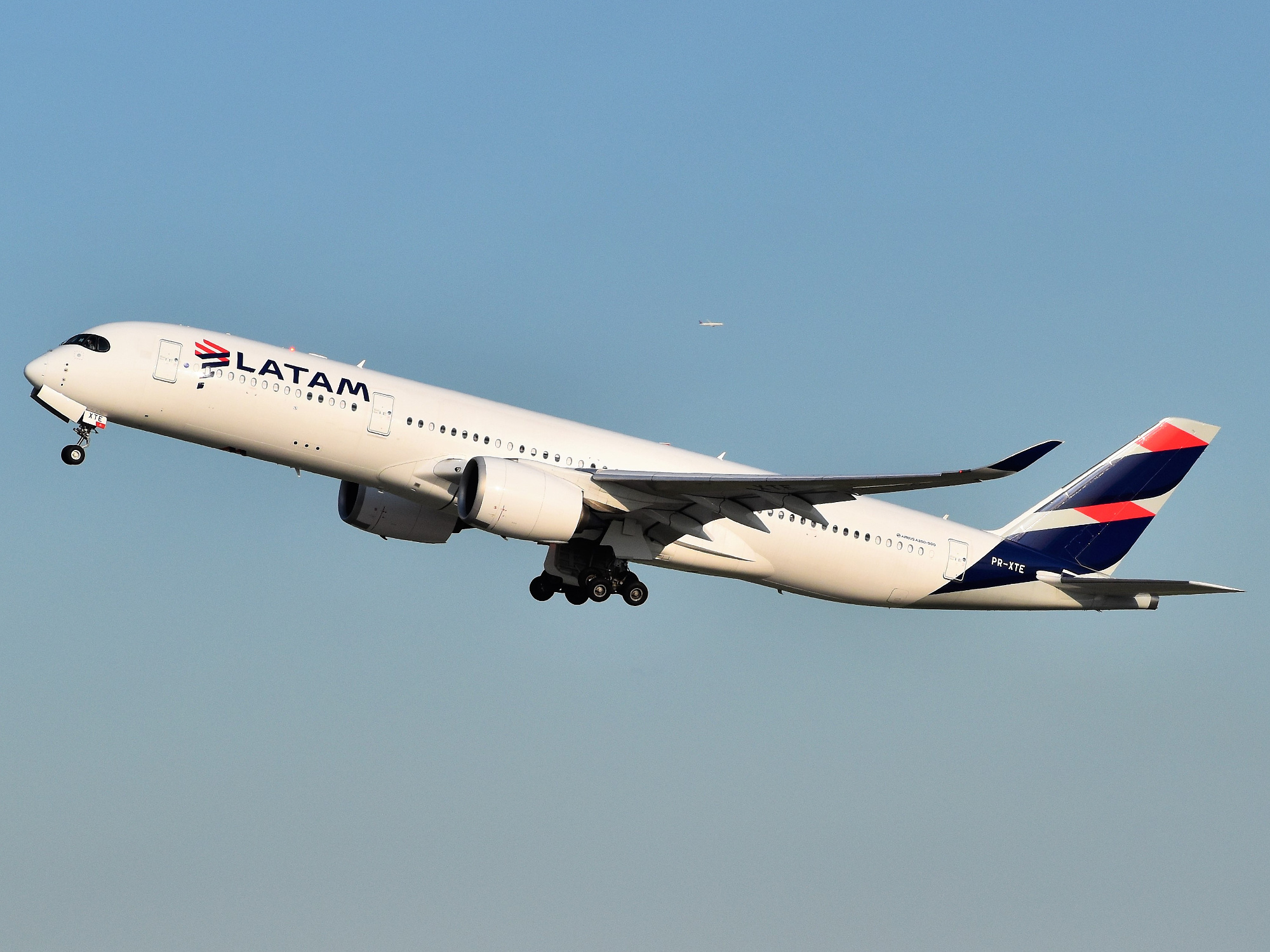
Airbus A350-900 de LATAM Brasil

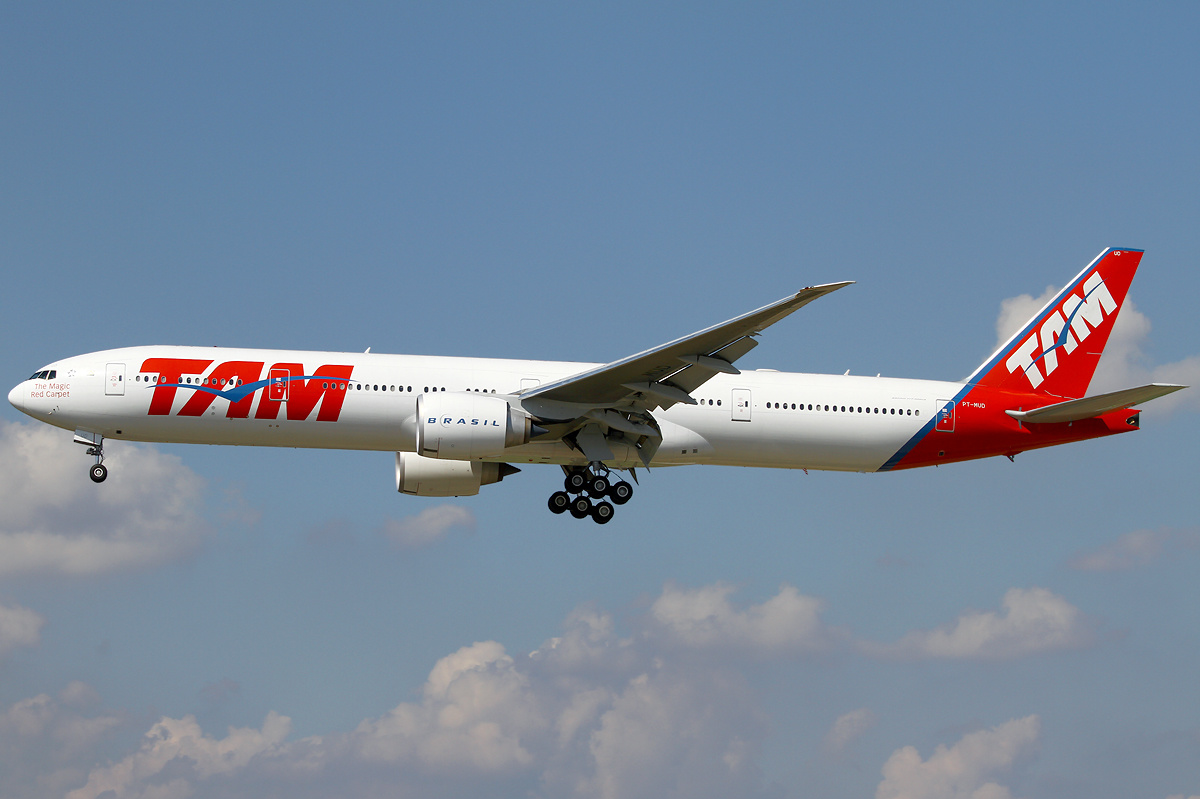
Boeing 777-300ER de LATAM sous l'ancienne livrée de TAM Brasil

En mars 2025, LATAM possède les appareils suivants :
| Avion            | En Service | Commandes | Passagers | Passagers | Passagers | Passagers | Notes                                                                           |
| Avion            | En Service | Commandes | J         | W         | Y         | Total     | Notes                                                                           |
| ---------------- | ---------- | --------- | --------- | --------- | --------- | --------- | ------------------------------------------------------------------------------- |
| Airbus A319-100  | 19         | —         | –         | –         | 144       | 144       |                                                                                 |
| Airbus A320-200  | 60         | —         | –         | –         | 162       | 162       | 5 exploités pour LATAM Paraguay.                                                |
| Airbus A320-200  | 60         | —         | –         | –         | 174       | 174       | 5 exploités pour LATAM Paraguay.                                                |
| Airbus A320-200  | 60         | —         | –         | –         | 180       | 180       | 5 exploités pour LATAM Paraguay.                                                |
| Airbus A320neo   | 13         | —         | –         | –         | 174       | 174       |                                                                                 |
| Airbus A320neo   | 13         | —         | –         | –         | 180       | 180       |                                                                                 |
| Airbus A321-200  | 31         | —         | –         | –         | 224       | 224       | Les avions plus anciens seront retirés et remplacés par des Airbus A320neo.     |
| Boeing 767-300ER | 4          | —         | 30        | –         | 191       | 221       | Seront retirés et remplacés par des Boeing 787-9.                               |
| Boeing 777-300ER | 10         | —         | 38        | 50        | 322       | 410       | L'immatriculation PT-MUA est peint dans une livrée Star Wars/Walt Disney World. |
| Boeing 787-9     | 1          | —         | 30        | 57        | 216       | 303       | Reprise de LATAM Chile.                                                         |
| Total            | 138        | —         |           |           |           |           |                                                                                 |

## Accidents et incidents
- 31 octobre 1996, São Paulo (Brésil) : perte de contrôle de l'avion après le décollage dû au déploiement d'un inverseur de poussée, tuant les 96 personnes à bord et 4 au sol. [réf. souhaitée]
- 18 septembre 2001, près de Belo Horizonte (Brésil) : deux hublots détruits à la suite de l'explosion d'un réacteur, la dépressurisation tue un des 82 passagers. [réf. souhaitée]
- 30 août 2002, Araçatuba (Brésil) : atterrissage forcé, pas de victime. Cause identifiée : Arrêt des réacteurs, panne sèche. [réf. souhaitée]
- 30 août 2002, Viracopos (Brésil) : atterrissage train rentré, pas de victime.
- 17 juillet 2007, São Paulo (Brésil) : l'Airbus A320 immatriculé PR-MBK assurant le vol 3054 TAM allant de Porto Alegre à São Paulo rate son atterrissage sur une piste trempée et s'écrase contre un entrepôt de TAM à la proximité immédiate de l'Aéroport international de Congonhas, tuant les 180 passagers et 6 membres de l'équipage à bord et 13 personnes au sol. [réf. souhaitée] C'est à ce jour la deuxième catastrophe aérienne la plus grave de l'histoire du Brésil et de l'Amérique latine, derrière seulement l'accident du vol AF 447 d'Air France le 31 mai 2009 entre Rio et Paris.